# Покоління реактивних винищувачів
Покоління реактивних винищувачів класифікують основні технологічні стрибки в історичному розвитку реактивних винищувачів. Різні авторитети визначили різні технологічні стрибки як ключові, розділяючи розробку винищувача на різну кількість поколінь. Зараз широко відомі п’ять поколінь, розробляється шосте.

## Класифікація
У 1990 році історик авіації Річард П. Халліон запропонував класифікацію реактивних винищувачів на шість поколінь до того часу. Згодом були описані інші схеми, що включають п’ять поколінь приблизно до того ж періоду, хоча демаркаційні лінії між поколіннями відрізняються.
Тейлор і Гілмартін називають п'ять поколінь: дозвукові, трансзвукові, надзвукові, понад 2 Маха, а також п’яте покоління з можливістю виконання багатьох завдань (наприклад F-16 і МіГ-29).
Веб-публікація NASA розділяє розвиток реактивних винищувачів на п'ять етапів: піонер (пряме крило), стрілоподібне крило, трансзвуковий, 1960-ті та 1970-ті роки, і на кінець  літаки типу F-15, F-16 та AV-8A.
У 1990-х роках у Росії почав використовуватися інший підрозділ, де був запропонований винищувач «п’ятого покоління» як протилежність Lockheed Martin F-22 Raptor, тоді як попереднє четверте покоління заповнило прогалину з часів F-15/F-16. Це фактично стисло попередні класифікації до трьох поколінь. У 2004 році Aerospaceweb перерахував один такий поділ на п'ять поколінь. Хоча деталі відрізняються, основна класифікація на п'ять поколінь з тих пір була широко прийнята.
Точні критерії для різних етапів покоління не є загальновизнаними та є предметом певних суперечок. Наприклад, компанія Lockheed Martin застосувала термін «п'яте покоління» до своїх літаків F-22 і F-35, але це було оскаржено її конкурентами Eurofighter GmbH і Boeing IDS.
Деякі фахівці поділяють четверте покоління на 4 і 4,5, або 4+ і 4++.
У таблиці нижче показано, як деякі автори поділили покоління.
| Період          | Опис                                                                             | Приклади літаків                             | Hallion (1990) | Aerospaceweb (2004) | Air Force Magazine (2009) | Air Power Development Centre (2012) | People's Liberation Army (2007) |
| --------------- | -------------------------------------------------------------------------------- | -------------------------------------------- | -------------- | ------------------- | ------------------------- | ----------------------------------- | ------------------------------- |
| 1943–50         | Дозвукова швидкість, звичайне озброєння                                          | Me 262, МіГ-9                                | 1              | 1                   | 1                         | 1                                   |                                 |
| 1953–55         | Трансзвукові, ракети «повітря-повітря», РЛС                                      | F-86, МіГ-15, Hawker Hunter                  | 2              | 1                   | 2                         | 1                                   | 1                               |
| 1953–60         | Ранні надзвукові, радари, ракети «повітря-повітря»                               | F-100, МіГ-19                                | 3              | 2                   |                           | 3                                   | 2                               |
| 1955–70         | Надзвукові (обмеженого призначення), ракети «повітря-повітря» з швидкістю 2 Маха | F-104, МіГ-21, Mirage III                    | 4              | 2                   | 3                         |                                     | 2                               |
| 1960–70         | Багатоцільові винищувачі-бомбардувальники                                        | F-4, МіГ-23, Mirage F1                       | 5              | 3                   | 3                         |                                     | 2                               |
| 1970–80         | Надзвуковий (багатоцільовий)                                                     | Panavia Tornado                              | 5              | 4                   | 4                         | 4                                   | 3                               |
| 1974–1990       | Надзвуковий багатоцільовий, висока ефективність, висока маневреність             | F-14, F-15, F-16, МіГ-29, Су-27, Mirage 2000 | 6              | 4                   | 4                         | 4                                   | 3                               |
| 1990-2000       | Розширені можливості, вдосконалена авіоніка, обмежена скритність                 | F/A-18, Су-30, Rafale, Eurofighter Typhoon   |                | 4.5                 | 4+                        | 4.5                                 | 3.5                             |
| 2000-сьогодення | Вдосконалена інтегрована авіоніка, низька видимість ("стелс")                    | МіГ-35, Су-35                                |                | 4.5                 | 4++                       |                                     | 3.5                             |
| 2000-сьогодення | Вдосконалена інтегрована авіоніка, низька видимість ("стелс")                    | F-22, F-35, J-20, Су-57                      |                | 5                   | 5                         | 5                                   | 4                               |

Зараз загальновизнано п’ять поколінь, п’яте представляє останнє покоління в експлуатації (станом на 2024 рік).
Очікується, що майбутні типи матимуть ще більше розширених можливостей і відносять до шостого покоління.